# Đám tang
Đám tang, đám ma, đám hiếu hay tang lễ là một nghi lễ kết nối với công đoạn xử lý cuối cùng của một xác chết, chẳng hạn như chôn cất hoặc hỏa táng, có những người thân hữu đến tham dự và đưa tiễn. Phong tục tang lễ bao gồm sự phức tạp của tín ngưỡng và tập quán được sử dụng bởi một nền văn hóa để tưởng nhớ và tôn trọng người chết, từ sự can thiệp, đến các di tích, lời cầu nguyện và nghi lễ khác nhau được thực hiện để vinh danh họ. Phong tục khác nhau giữa các nền văn hóa và các nhóm tôn giáo. Động lực thế tục phổ biến cho tang lễ bao gồm để tang người quá cố, kỷ niệm cuộc sống của họ, và cung cấp hỗ trợ và cảm thông cho người mất; Ngoài ra, đám tang có thể có các khía cạnh tôn giáo nhằm giúp linh hồn của người quá cố đến thế giới bên kia, phục sinh hoặc tái sinh.
Tang lễ thường bao gồm một nghi thức mà qua đó xác chết nhận được một sự sắp xếp cuối cùng. Tùy thuộc vào văn hóa và tôn giáo, những điều này có thể liên quan đến việc tiêu huỷ thân thể (ví dụ, bằng cách hỏa táng hoặc thiên táng) hoặc bảo quản (ví dụ, bằng cách ướp xác hoặc chôn cất). Niềm tin khác nhau về sự sạch sẽ và mối quan hệ giữa cơ thể và tâm hồn được phản ánh trong các thực hành tang lễ. Một dịch vụ tưởng niệm hoặc lễ kỷ niệm của cuộc sống là một nghi lễ tang lễ được thực hiện mà không có hài cốt của người quá cố.